# تونی ویلهنا
تونی امیلیو ترینداد ویلهنا (هلندی: Tonny Emilio Trindade de Vilhena؛ زادهٔ ۳ ژانویهٔ ۱۹۹۵) بازیکن فوتبال اهل هلند است.

## باشگاهی
از باشگاه‌هایی که در آن بازی کرده‌است می‌توان به فاینورد و کراسنودار اشاره کرد.